# Oberamt Bruchsal
Das Oberamt Bruchsal war eine von 1807 bis 1809 bestehende Verwaltungseinheit im Land Baden während der napoleonischen Zeit. Übergeordnete Behörde war die Provinz des Unterrheins oder der Badischen Pfalzgrafschaft (1807–1809) mit Sitz in Mannheim. Das Amt setzte sich zusammen aus Ortschaften, die zuvor drei verschiedenen Verwaltungseinheiten angehört hatten, und die bei dessen Gründung aufgelöst worden waren:
Vom Stadtamt  Bruchsal:
- Bruchsal, die Amtsstadt
- Forst
- Neuthard
- Büchenau

Vom Landamt Bruchsal:
- Ubstadt
- Weiher
- Untergrombach
- Obergrombach
- Hambrücken
- Neibsheim
- Büchig bei Bretten

Vom Amt Odenheim:
- Zeutern
- Stettfeld
- Langenbrücken
- Östringen

Ebenfalls 1807 kam noch Unteröwisheim vom Amt Gochsheim hinzu. 1809 kam es zu einer erneuten Teilung des Raumes um Bruchsal, nun in Stadt- und Erstes Landamt sowie Zweites Landamt, bei gleichzeitiger Umgruppierung einzelner Ortschaften anderer Ämter. 1819 wurden beide dauerhaft vereinigt, erneut unter der Bezeichnung Oberamt Bruchsal. Dieses ging über den Landkreis Bruchsal im Rahmen der Kreisreform 1973 im Landkreis Karlsruhe auf.